# Parc naturel de la Sierra de Grazalema
Le parc naturel de la Sierra de Grazalema (en espagnol parque natural de la Sierra de Grazalema) est un parc naturel situé dans le sud de l'Espagne, principalement dans le nord-est de la province de Cádiz mais aussi – pour un peu moins de un quart de sa surface – dans la province de Malaga.
Le parc a été créé le 12 février 1985 (décret 316/1984) mais le site est une réserve de biosphère reconnue par l'Unesco depuis 1977.
Il est bordé au sud par le grand parc naturel Los Alcornocales (es). Le Parc national de la Sierra de las Nieves est à moins de 30 km à l'est (à vol d'oiseau).

## Communes dans le parc
Huit municipalités de la province de Cadix sont entièrement ou en partie dans le parc naturel de Grazalema : 
Prado del Rey (les deux parcs : Sierra de Grazalema et Los Alcornocales),
Zahara de la Sierra,
El Gastor,
El Bosque (les 2 parcs),
Grazalema (seule commune de la province de Cadix à être presque entièrement incluse dans le parc sauf pour une petite surface couvrant une partie du réservoir de Zahara-El Gastor (es)),
Benaocaz (les deux parcs),
Villaluenga del Rosario,
Ubrique (les 2 parcs).
Six municipalités de la province de Malaga sont entièrement ou en partie dans le parc ; du nord au sud : 
Montecorto,
Ronda,
Montejaque (seule commune de la province de Malaga à être entièrement incluse dans le parc),
Benaoján, 
Cortes de la Frontera (les deux parcs),
Jimera de Líbar.